# Júzgame con ternura
Júzgame con ternura titulado Judge Me Tender en la versión original, es el último capítulo de la vigesimoprimera temporada de la serie de televisión de dibujos animados Los Simpson. Fue emitido originalmente en Estados Unidos el 23 de mayo de 2010 por FOX.

## Sinopsis
Moe Szyslak descubre su talento para juzgar en concursos y es invitado a aparecer en el programa American Idol con el presentador Ryan Seacrest y los jueces Simon Cowell, Ellen DeGeneres, Kara DioGuardi y Randy Jackson (todos se interpretan a ellos mismos). Mientras, Homer Simpson vuelve loca a su esposa Marge cuando empieza a pasar demasiado tiempo en casa.